# Berufsausbildung mit Abitur
Berufsausbildung mit Abitur (Abkürzung: BmA) war ein seit 1959 in der DDR eröffneter Bildungsweg zum gleichzeitigen Erreichen der vollen, uneingeschränkten Hochschulreife (Abitur) und eines Facharbeiterbriefes innerhalb von drei Jahren im Anschluss an die zuvor sehr erfolgreich besuchte 10. Klasse der  Polytechnischen Oberschule (POS).
In Berlin wird seit 2003 und in Sachsen seit 2011 wieder ein ähnliches Modell angeboten. Die Ausbildungszeit beträgt vier Jahre.

## Bildungsgang
Eingeführt wurde die Berufsausbildung mit Abitur mit dem Gesetz über die sozialistische Entwicklung des Schulwesens in der Deutschen Demokratischen Republik vom 2. Dezember 1959.
Die BmA diente vor allem als Vorbereitung für technische Studienrichtungen. Potentielle Studenten sollten in der entsprechenden Fachrichtung schon vorgebildet werden, um das spätere Studium schneller und mit besseren Ergebnissen absolvieren zu können und somit besser auf das Berufsleben vorbereitet zu sein. Der lenkende Einfluss des Staates war bei der Auswahl der Schüler für die BmA weitaus geringer als beim Zugang zur Erweiterten Oberschule (EOS), da allein die jeweilige Berufsschule bzw. der Trägerbetrieb über den Zugang entschied. Deswegen kam es zu deutlich weniger ideologischen Verzerrungen in der Auswahl der zukünftigen Abiturienten. Der Bildungsweg war begehrt, da innerhalb von drei Jahren das Abitur und eine Facharbeiterlehre abgeschlossen wurden. Die Verfügbarkeit von Plätzen war begrenzt und belief sich auf etwa fünf Prozent der Schüler eines Jahrgangs. Viele Lehrberufe konnten nur an wenigen Betrieben erlernt werden, so dass die Lehrlinge aus der gesamten DDR zu diesem Ausbildungsbetrieb kamen. Die Unterbringung in betriebseigenen Lehrlingsinternaten (Lehrlingswohnheim – LWH) wurde daher häufig angeboten.
Die kombinierte Ausbildung wurde in Spezialklassen an Berufsschulen großer Betriebe angeboten. Die gestellten Anforderungen an die Auszubildenden waren – verglichen mit der Ausbildung an der EOS bzw. an den üblichen Berufsschulen – meist größer, denn in kurzer Zeit mussten die Kenntnisse und das Können für ein Abitur und für eine Facharbeiterausbildung erworben werden. Die Lehrlinge erhielten ein monatliches Lehrlingsentgelt, das sich während der drei Schul- bzw. Lehrjahre steigerte. Betriebliche Leistungsprämien konnten bei guten Leistungen ebenfalls gewährt werden.
Die zentralen schriftlichen Abschlussprüfungen der BmA waren identisch mit der Reifeprüfung der zweijährigen EOS und der Facharbeiterprüfung der in der Regel zweijährigen Berufsschule. Die berufspraktische Ausbildung war verkürzt. In dem sich anschließenden Studium verkürzte die vorangegangene Berufsausbildung häufig die Studiendauer, da studiumsrelevante Praktika auf Grund der bereits vorhandenen Berufsausbildung verringert abgeleistet werden mussten.

## Unterricht, System der Unterrichtsfächer
Gegenüber dem Abitur an der EOS war die Stundentafel der BmA auf drei Jahre gedehnt und leicht eingeschränkt. Entsprechend dem angestrebten Beruf gab es Klassen entweder mit Geographieunterricht oder mit Biologieunterricht. Kunsterziehung und Musikerziehung entfielen. Ebenfalls fand kein Unterricht in Astronomie statt. Als Gegenstück zum Konzept der wissenschaftlich-praktischen Arbeit (wpA) an der EOS gab es die sogenannte wissenschaftlich-praktische Tätigkeit (wpT), so dass sich die BmA von einer regulären Facharbeiterausbildung abheben konnte und die Ausrichtung auf das Hochschulstudium betont wurde. Im allgemeinbildenden Unterricht wurde der Stoff nach denselben Lehrplänen wie an der EOS erteilt, was aufgrund der gedrosselten Stundenzahlen eine gesteigerte Eigeninitiative im Selbststudium erforderte. Der fehlende Biologieunterricht konnte, wenn das angestrebte Studium einen Abiturabschluss in diesem Fach voraussetzte, in speziellen Kursen an der Volkshochschule genommen werden. 
Der allgemeinbildende Unterricht umfasste in der Regel 1917 Stunden, verteilt auf das sogenannte System der Unterrichtsfächer in folgenden Stundenzahlen: Deutsche Sprache und Literatur 198, Russisch 234, 2. Fremdsprache 198 bzw. 288 falls Schüler ohne die nötigen Vorkenntnisse der gesonderten Förderung bedurften, Mathematik 324, Physik 198, Chemie 162, Biologie oder Geographie 63, Staatsbürgerkunde 99, Geschichte 108 sowie Sport 198.
Der berufstheoretische Unterricht erging mit 648 respektive 576 Stunden, je nachdem, ob Geographie oder Biologie erteilt wurde.
Die berufspraktische Ausbildung fand an ungefähr 260 Tagen im Jahr statt. Hinzu kamen die vormilitärische Ausbildung und die Sanitätsausbildung über die Gesellschaft für Sport und Technik.

### Stundentafel für Klassen mit Geographieunterricht
|                                | 1. Lehrjahr | 2. Lehrjahr | 3. Lehrjahr |
| Deutsche Sprache               | 2           | 2           | 2           |
| Russisch                       | 3           | 2           | 2           |
| 2. Fremdsprache                | 2           | 2           | 2           |
| Mathematik                     | 3           | 3           | 4           |
| Physik                         | 2           | 2           | 2           |
| Chemie                         | 2           | 1           | 2           |
| Biologie                       | —           | —           | —           |
| Geographie                     | —           | 1           | 1           |
| Geschichte                     | 3           | —           | —           |
| Staatsbürgerkunde              | 1           | 1           | 1           |
| Sport                          | 2           | 2           | 2           |
| berufstheoretischer Unterricht | 7           | 11          | —           |
| Vertiefungsunterricht          | 1           | 1           | 1           |
| Wochenstunden                  | 28          | 28          | 19          |

### Stundentafel für Klassen mit Biologieunterricht
|                                | 1. Lehrjahr | 2. Lehrjahr | 3. Lehrjahr |
| Deutsche Sprache               | 2           | 2           | 2           |
| Russisch                       | 3           | 2           | 2           |
| 2. Fremdsprache                | 2           | 2           | 2           |
| Mathematik                     | 3           | 3           | 4           |
| Physik                         | 2           | 2           | 2           |
| Chemie                         | 2           | 1           | 2           |
| Biologie                       | 1           | 2           | 1           |
| Geographie                     | —           | —           | —           |
| Geschichte                     | 3           | —           | —           |
| Staatsbürgerkunde              | 1           | 1           | 1           |
| Sport                          | 2           | 2           | 2           |
| berufstheoretischer Unterricht | 6           | 10          | —           |
| Vertiefungsunterricht          | 1           | 1           | 1           |
| Wochenstunden                  | 28          | 28          | 19          |

## Rhythmus
Im Gegensatz zur allgemeinbildenden Einheitsschule der DDR war in der BmA der Sonnabend kein Unterrichtstag. Die geltenden Schulferien für POS und EOS waren nicht gültig, so dass in diesen unterrichtsfreien Zeiten, abgesehen vom gesetzlichen Urlaubsanspruch von 24 Tagen, durchgehend im Betrieb gearbeitet wurde.
Normalerweise erfolgte im ersten und zweiten Lehrjahr der allgemeinbildende und der berufstheoretische Unterricht an vier Tagen der Woche, während der berufspraktische Unterricht einen Tag der Woche beanspruchte. Im dritten Lehrjahr waren dann drei Tage dem theoretischen Unterricht eingeräumt und der praktische Abschnitt vereinnahmte zwei Tage. Alternativ erlaubte das Ministerium für Volksbildung auch größere Blöcke, z. B. acht Tage zu zwei Tage und Ähnliches.
Nach dem zweiten Lehrjahr fand die umfangreiche Prüfung zum Facharbeiter statt. Nach dem dritten Lehrjahr erfolgte die Reifeprüfung.

## Abitur mit Berufsausbildung
In den 1960er Jahren wurde an den Erweiterten Oberschulen  (EOS) der DDR gleichzeitig mit der Vorbereitung auf das Abitur eine Berufsausbildung durchgeführt. Dafür waren zunächst zwei Tage der Woche im Ausbildungsbetrieb vorgesehen. Da dies organisatorisch zu aufwendig war, wurde ab 1963 auf einen Rhythmus von drei Wochen in der Schule und einer Woche im Betrieb umgestellt.
Ende der 1960er Jahre wurde das Schulsystem umgestellt. Da der Eintritt in die EOS neben der 9. Klasse jetzt auch für besonders gute Schüler der POS ab der 11. Klasse möglich war, blieb kein Raum für die Berufsausbildung.

## Bundesrepublik Deutschland
Im Rahmen von Modellversuchen wurde seit 2000 in einigen Bundesländern versucht, die Möglichkeit, eine Berufsausbildung mit dem Erwerb des Abiturs zu verbinden, wiederaufzubauen. 
Im Land Berlin wurde der Modellversuch aufgrund von positiven Erfahrungen von der Deutschen Telekom am Oberstufenzentrum Informations- und Medizintechnik in Berlin-Neukölln dauerhaft etabliert.
In verschiedenen Berufen bieten Oberstufenzentren außerdem Möglichkeiten an, die Fachhochschulreife („Fachabitur“) parallel zur Berufsausbildung zu erwerben.